# Степанковичі
Степанковичі (пол. Stefankowice) — село в Польщі, у гміні Грубешів Грубешівського повіту Люблінського воєводства. Населення — 514 осіб (2011).

## Історія
1855 року вперше згадується унійна церква в селі. За даними етнографічної експедиції 1869—1870 років під керівництвом Павла Чубинського, у селі проживали греко-католики, які розмовляли українською мовою.
Під час проведення операції «Вісла» в період 20-25 червня 1947 року зі Степанкович, було вивезено на «землі відзискані» (Вармінсько-Мазурське воєводство, Західнопоморське воєводство) 1 людну, залишилося 477 людей польської національності, а також залишилося 8 людей національності української з мішаних родин.
У 1975—1998 роках село належало до Замойського воєводства.

## Населення
За переписом населення Польщі 1921 року в селі проживало 529 осіб, з них 277 українців і 52 євреїв.
У 1943 році у Степанковичах проживало 273 українці та 222 поляки.
Демографічна структура станом на 31 березня 2011 року:
|          | Загалом | Допрацездатний вік | Працездатний вік | Постпрацездатний вік |
| -------- | ------- | ------------------ | ---------------- | -------------------- |
| Чоловіки | 259     | 50                 | 168              | 41                   |
| Жінки    | 255     | 53                 | 129              | 73                   |
| Разом    | 514     | 103                | 297              | 114                  |